# Bernard le bûcheron
Bernard le bûcheron ou le miracle de Saint Hubert és una pel·lícula muda de Georges Méliès estrenada el 1907. Es considera una pel·Lícula perduda.

## Sinopsi
Bernard, un llenyataire, torna a casa després del seu dia de feina. El sorprèn la tempesta i intenta, amb diversos caçadors, buscar refugi per protegir-se de la pluja. Adormit, somia que, recolzat en un tronc d'arbre, se li apareix la Mort, fins que Sant Hubert (el patró dels caçadors) la caça. També convida Bernard a posar-se dret, ja que els criats el porten a un castell. Encantat al principi, Bernard finalment vol tornar a la senzillesa de casa seva.